# ジェイソン・モロニー
- ジェイソン・マロニー
- ジェーソン・モロニー

ジェイソン・モロニー（Jason Moloney、1991年1月10日 - ）は、オーストラリアのプロボクサー。ビクトリア州ミッチャム出身。元WBO世界バンタム級王者。
弟は元WBA世界スーパーフライ級王者のアンドリュー・モロニー。

## 来歴

### アマチュア時代
アマチュア時代、オーストラリア代表として双子の弟アンドリューと共に2010年コモンウェルスゲームズの男子フライ級に出場、準々決勝で敗退した。

### プロ時代
2014年8月にプロ転向し、デビュー戦を勝利で飾り、以後17連勝（14KO）を重ねた。17勝目は、2018年5月19日に元WBAスーパーフライ級王者の河野公平を6回終了後ドクターストップによるTKOで下したものである。河野はこの敗戦を最後に引退した。
IBF世界バンタム級王者エマヌエル・ロドリゲスの指名挑戦者という形で、2018年秋から開催されるWorld Boxing Super Series（WBSS）バンタム級トーナメントへの参戦が決定し、同年10月20日、ロドリゲスとのWBSS1回戦がオーランドのCFE・アリーナで行われ、12回1-2（115-113×2、113-115）の僅差の判定負けを喫し初黒星となった。
2020年10月31日、ラスベガスのMGMグランド内ザ・バブルでWBAスーパー・IBF世界バンタム級王者井上尚弥と対戦し、2度のダウンを奪われ、7回2分59秒KO負けを喫し王座獲得に失敗した。
2021年8月14日、オクラホマ州タルサのハードロックホテル・アンド・カジノで弟アンドリューの前座でジョシュア・グリアとWBCシルバー・バンタム級王座決定戦を行い、10回3-0（98-92×2、96-94）の判定勝ちを収め王座を獲得した。
2022年6月5日、オーストラリア・メルボルンのマーベル・スタジアムで行われたジョージ・カンボソス・ジュニア 対 デヴィン・ヘイニー戦興行のセミメインにおいて、アストン・パリクテとWBCシルバー・バンタム級タイトルマッチ及びWBOインターナショナルバンタム級王座決定戦を行い、2回2分35秒TKO勝ちを収め、WBCシルバー王座の初防衛及びWBOインターナショナル王座を獲得した。
2022年10月15日、メルボルンのロッド・レーバー・アリーナで行われたデヴィン・ヘイニー対ジョージ・カンボソス・ジュニア第2戦の前座においてWBC世界バンタム級1位のナワーポン・ソー・ルンヴィサイとWBC世界バンタム級挑戦者決定戦を行い、12回3-0（118-110×2、119-109）の判定勝ちを収め、WBC王座を保持する井上尚弥への挑戦権を獲得した。11月6日、WBCのマウリシオ・スレイマン会長はメキシコ・アカプルコで行われた総会で、井上尚弥がスーパーバンタム級に転級し王座返上した場合のシナリオに言及。「その場合王座は空位となり、モロニーとノニト・ドネアの2人が王座決定戦を行うことになる」と明言した。
2023年3月29日、4団体統一王者の井上尚弥がスーパーバンタム級転向のため4団体王座を全て返上したことに伴い、5月13日にWBO世界バンタム級1位のモロニーと2位のビンセント・アストロラビオで王座決定戦が行われると、主催のトップランクから発表された。前述のドネアとの王座決定戦は交渉の末合意には至らなかったものの、WBCと共に1位にランクされていたWBOの方でチャンスを得る形となり、一方のアストロラビオも指名挑戦者となっていたIBFではなくWBOの方に照準を定めた。

#### 世界王座獲得
2023年5月13日、カリフォルニア州のストックトン・アリーナにてジャニベク・アリムハヌリ対スティーブン・バトラーの前座で、WBO2位ビンセント・アストロラビオとWBO世界バンタム級王座決定戦を行い、12回2-0（114-114、115-113、116-112）の判定勝ちを収め、世界王座獲得に成功した。この試合でモロニーは5万ドル（約700万円）、アストロラビオは8万5千ドル（約1200万円）のファイトマネーを稼いだ。
2024年1月13日、ケベック州ケベック・シティーのビデオトロン・センターでアルツール・ベテルビエフ対カラム・スミスの前座でWBO世界バンタム級10位のサウル・サンチェスとWBO世界同級タイトルマッチを行い、12回2-0（116-112×2、114-114）の判定勝ちを収め初防衛に成功した。
2024年5月6日、日本のリングに初登場。東京ドームで井上尚弥 対 ルイス・ネリ戦の前座のWBO世界バンタム級タイトルマッチでWBO世界バンタム級10位の武居由樹とWBO世界同級タイトルマッチを行うも、12回0-3（111-116×2、110-117）の判定負けを喫し王座から陥落した。

## 戦績
- プロボクシング：31戦 27勝 (19KO) 4敗

| 戦           | 日付           | 勝敗 | 時間    | 内容    | 対戦相手                               | 国籍           | 備考                                                          |
| ------------ | -------------- | ---- | ------- | ------- | -------------------------------------- | -------------- | ------------------------------------------------------------- |
| 1            | 2014年8月15日  | ☆    | 1R 2:50 | TKO     | ナオタワン・シッサイトーン             | タイ           | プロデビュー戦                                                |
| 2            | 2014年10月17日 | ☆    | 1R 1:58 | TKO     | エギー・ロゼン                         | インドネシア   |                                                               |
| 3            | 2015年3月6日   | ☆    | 3R 1:17 | TKO     | アルビン・バイス                       | フィリピン     |                                                               |
| 4            | 2015年8月19日  | ☆    | 5R 2:14 | TKO     | ダニロ・アビサイ                       | フィリピン     |                                                               |
| 5            | 2015年12月18日 | ☆    | 5R 終了 | TKO     | マークイル・サルバーナ                 | フィリピン     | WBAオセアニアスーパーバンタム級王座決定戦                     |
| 6            | 2016年3月19日  | ☆    | 4R 1:18 | TKO     | ジュニア・バジャワ                     | インドネシア   | WBAオセアニア防衛1                                            |
| 7            | 2016年5月20日  | ☆    | 5R 2:55 | TKO     | マティアス・アリアガダ                 | アルゼンチン   |                                                               |
| 8            | 2016年6月24日  | ☆    | 3R      | KO      | バーデン・リベラ                       | フィリピン     |                                                               |
| 9            | 2016年8月3日   | ☆    | 6R      | 判定3-0 | ジェフリー・フランシスコ               | フィリピン     |                                                               |
| 10           | 2016年10月8日  | ☆    | 7R 2:05 | TKO     | ゲルポール・バレロ                     | フィリピン     | WBAオセアニア防衛2                                            |
| 11           | 2016年12月10日 | ☆    | 6R 0:21 | TKO     | エンリケ・ベルナチェ                   | メキシコ       | WBAオセアニア防衛3                                            |
| 12           | 2017年2月3日   | ☆    | 8R      | 判定3-0 | マルコ・デメシリオ                     | フィリピン     |                                                               |
| 13           | 2017年6月3日   | ☆    | 5R 0:53 | TKO     | エマヌエル・アルメンダリス             | メキシコ       | WBAオセアニア防衛4                                            |
| 14           | 2017年8月19日  | ☆    | 10R     | 判定3-0 | ロリト・ソンソナ                       | フィリピン     | OPBF東洋太平洋バンタム級シルバー王座決定戦 WBAオセアニア防衛5 |
| 15           | 2017年10月21日 | ☆    | 1R 2:58 | KO      | ジュリアス・キサラウェ                 | タンザニア     | WBAオセアニアバンタム級王座決定戦                             |
| 16           | 2018年2月24日  | ☆    | 3R 終了 | TKO     | イマヌエル・ナイジャラ                 | ナミビア       | コモンウェルスバンタム級王座決定戦 WBAオセアニア防衛1         |
| 17           | 2018年5月19日  | ☆    | 6R 終了 | TKO     | 河野公平（ワタナベ）                   | 日本           | WBAオセアニア防衛2                                            |
| 18           | 2018年10月20日 | ★    | 12R     | 判定1-2 | エマヌエル・ロドリゲス                 | プエルトリコ   | IBF世界バンタム級タイトルマッチ / WBSS1回戦                   |
| 19           | 2019年3月30日  | ☆    | 3R 2:23 | KO      | クリス・ポリーノ                       | フィリピン     | WBAオセアニア防衛3                                            |
| 20           | 2019年6月15日  | ☆    | 3R 2:23 | KO      | グッドラック・レマ                     | タンザニア     | WBAオセアニア防衛4                                            |
| 21           | 2019年11月15日 | ☆    | 2R 1:26 | KO      | ディクソン・フローレス                 | ニカラグア     | WBAオセアニア防衛5                                            |
| 22           | 2020年6月25日  | ☆    | 7R 終了 | TKO     | レオナルド・バエス                     | メキシコ       |                                                               |
| 23           | 2020年10月31日 | ★    | 7R 2:59 | KO      | 井上尚弥（大橋）                       | 日本           | WBA・IBF世界バンタム級タイトルマッチ                          |
| 24           | 2021年8月14日  | ☆    | 10R     | 判定3-0 | ジョシュア・グリア                     | アメリカ合衆国 | WBC世界バンタム級シルバー王座決定戦                           |
| 25           | 2022年4月9日   | ☆    | 10R     | 判定3-0 | フランシスコ・ペドロサ・ポルティージョ | アメリカ合衆国 |                                                               |
| 26           | 2022年6月5日   | ☆    | 2R 2:35 | TKO     | アストン・パリクテ                     | フィリピン     | WBOインターナショナルバンタム級王座決定戦 WBCシルバー防衛1    |
| 27           | 2022年10月15日 | ☆    | 12R     | 判定3-0 | ナワーポン・ソー・ルンヴィサイ         | タイ           | WBC世界バンタム級挑戦者決定戦                                 |
| 28           | 2023年5月13日  | ☆    | 12R     | 判定2-0 | ビンセント・アストロラビオ             | フィリピン     | WBO世界バンタム級王座決定戦                                   |
| 29           | 2024年1月13日  | ☆    | 12R     | 判定2-0 | サウル・サンチェス                     | アメリカ合衆国 | WBO防衛1                                                      |
| 30           | 2024年5月6日   | ★    | 12R     | 判定0-3 | 武居由樹（大橋）                       | 日本           | WBO陥落                                                       |
| 31           | 2025年2月24日  | ★    | 10R     | 判定0-3 | 那須川天心（帝拳）                     | 日本           |                                                               |
| テンプレート |                |      |         |         |                                        |                |                                                               |

## 獲得タイトル
- WBAオセアニアスーパーバンタム級王座
- OPBF東洋太平洋スーパーバンタム級シルバー王座
- WBAオセアニアバンタム級王座
- WBC世界バンタム級シルバー王座
- WBOインターナショナルバンタム級王座
- WBO世界バンタム級王座（防衛1）